# Néons-sur-Creuse

Néons-sur-Creuse este o comună în departamentul Indre, Franța. În 1 ianuarie 2022 avea o populație de 355 de locuitori.